# Gare d'Épinay - Villetaneuse
Ne doit pas être confondu avec Gare d'Épinay-sur-Seine, Gare d'Épinay-sur-Orge ou Gare de Villetaneuse-Université.
La gare d'Épinay - Villetaneuse (nommée Épinay - Villetaneuse - Montmagny sur les quais de la ligne de tramway T11) est une gare ferroviaire française située à la limite des communes d'Épinay-sur-Seine dans le département de la Seine-Saint-Denis, et de Montmagny dans le Val-d'Oise, en région Île-de-France.
Implantée à proximité de la route départementale 928, elle est également très proche de Deuil-la-Barre, dont le territoire commence à environ 150 mètres au nord-ouest et, dans une moindre mesure, de Villetaneuse, à environ 500 mètres au sud-est ; la gare est la plus proche du campus de l'Université Sorbonne Paris Nord.
C'est une gare SNCF desservie par les trains de la ligne H du réseau Transilien Paris-Nord et par des trams-trains de la ligne de tramway T11. Elle se situe également sur la ligne de la grande ceinture de Paris et à l'origine de la ligne d'Épinay - Villetaneuse au Tréport - Mers.

## Situation ferroviaire
Établie à 39 mètres d'altitude, la gare d'Épinay - Villetaneuse se situe au point kilométrique (PK) 9,153 de la ligne de Saint-Denis à Dieppe. Elle est également l'origine de la ligne d'Épinay - Villetaneuse au Tréport - Mers.

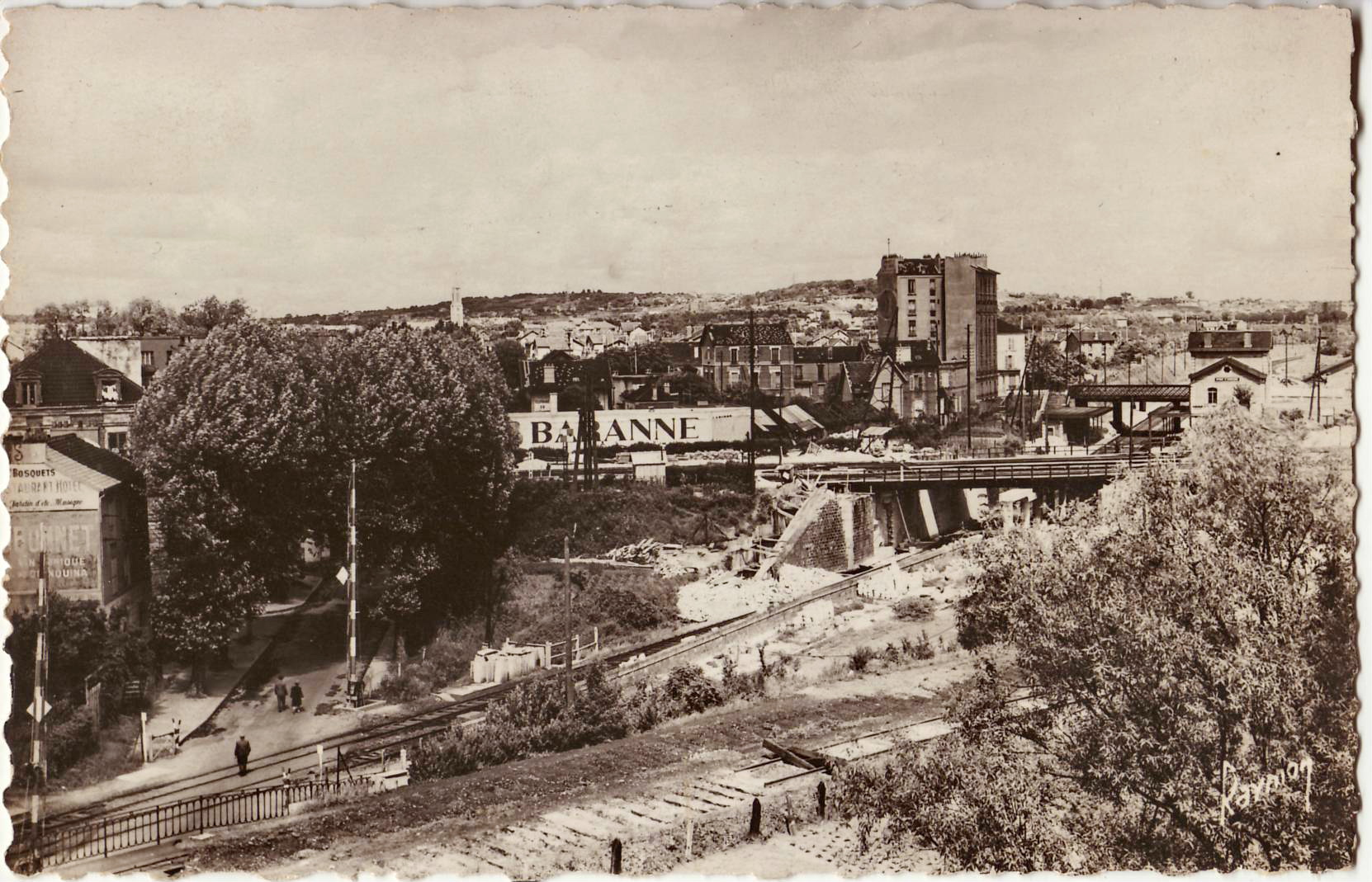
Vue générale du nœud d'Épinay-Villetaneuse, dans les années 1930.

La ligne de la grande ceinture de Paris passe sous les quais de la gare. Un raccordement existait autrefois entre la ligne de Saint-Denis à Dieppe et la Grande Ceinture, vers l'ouest. Des immeubles d'habitation ont été construits sur son emprise par la SA HLM SICF-La Sablière, filiale de logement social de la SNCF.
La photo ci-contre montre la vue depuis Épinay vers Montmagny. Au premier plan, le raccordement militaire, dont les voies sont en cours de dépose, puis la Grande Ceinture et l'ancien passage à niveau de la rue du Chemin-de-Fer, avant que soit créée la voie aboutissant directement sur le parvis de la Gare. Au second plan, le pont supportant les voies ferrées des lignes de Saint-Denis à Pontoise et d'Épinay - Villetaneuse au Tréport - Mers.

## Histoire

### La Gare d'Épinay, renommée Gare d'Épinay-Villetaneuse
Si un arrêt ferroviaire semble établi dès 1850, la gare n'est construite qu'en 1880 sous le nom de « Gare d'Épinay ». Elle est édifiée par la Compagnie des chemins de fer du Nord, selon une architecture propre aux gares de bifurcation comme celle d'Eu. En 1908, pour la  différencier de la nouvelle « gare d'Épinay-sur-Seine » ouverte sur la ligne dite « des Grésillons » aujourd'hui incorporée à la branche nord de la ligne C du RER, on la renomme  « Gare d'Épinay - Villetaneuse ».
La section Épinay - Persan - Beaumont via Montsoult est ouverte par la compagnie des chemins de fer du Nord en 1877, l'embranchement Montsoult - Luzarches en 1880.
En 2017, l'accès par la place des Arcades fait l'objet de travaux de requalification et d'accessibilité pour un coût de 2,5 millions d'euros.
En 2022, selon les estimations de la SNCF, la fréquentation annuelle de la gare est de 15 327 902 voyageurs.

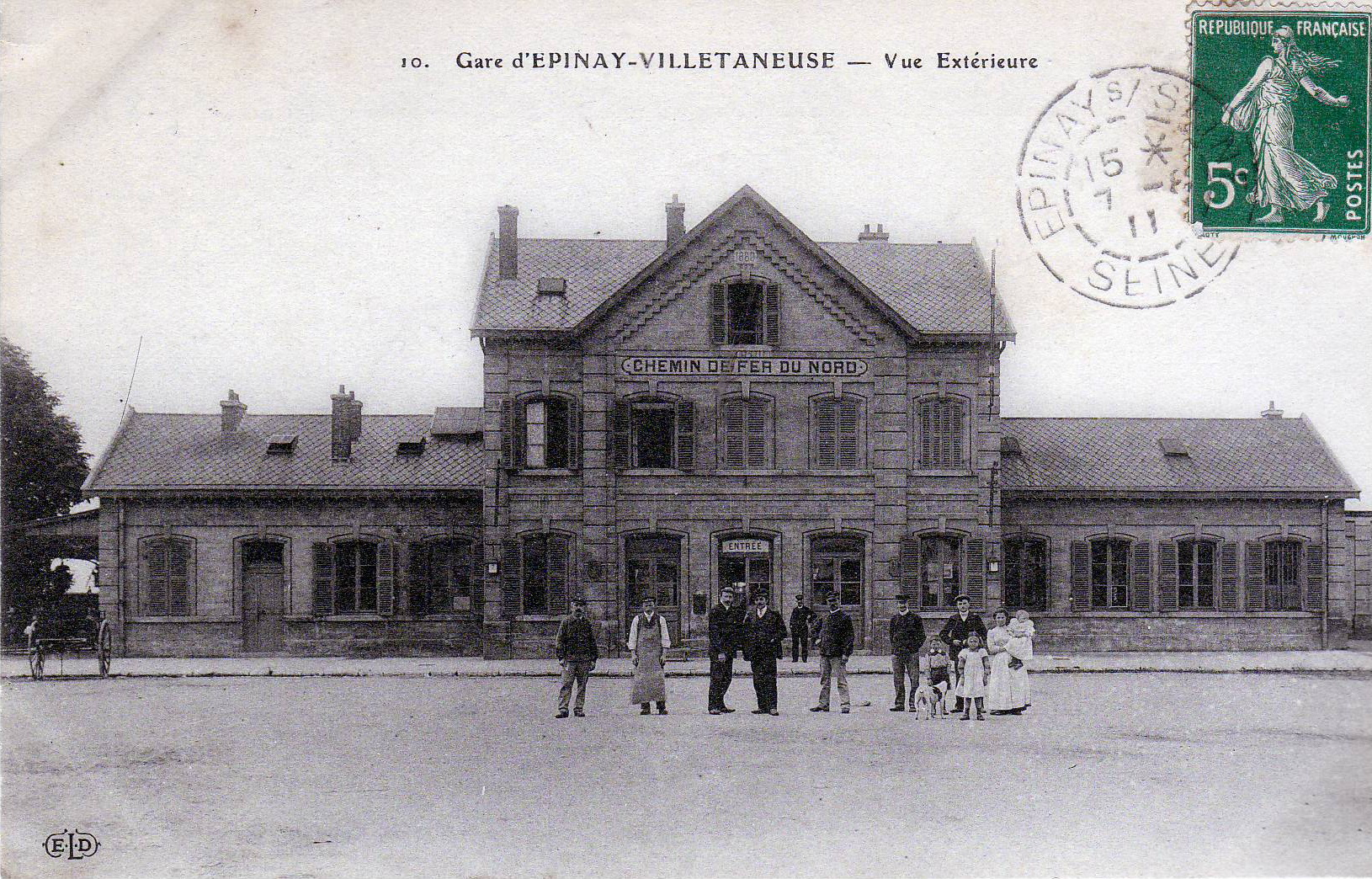
La gare d'Épinay-Villetaneuse avant 1914.
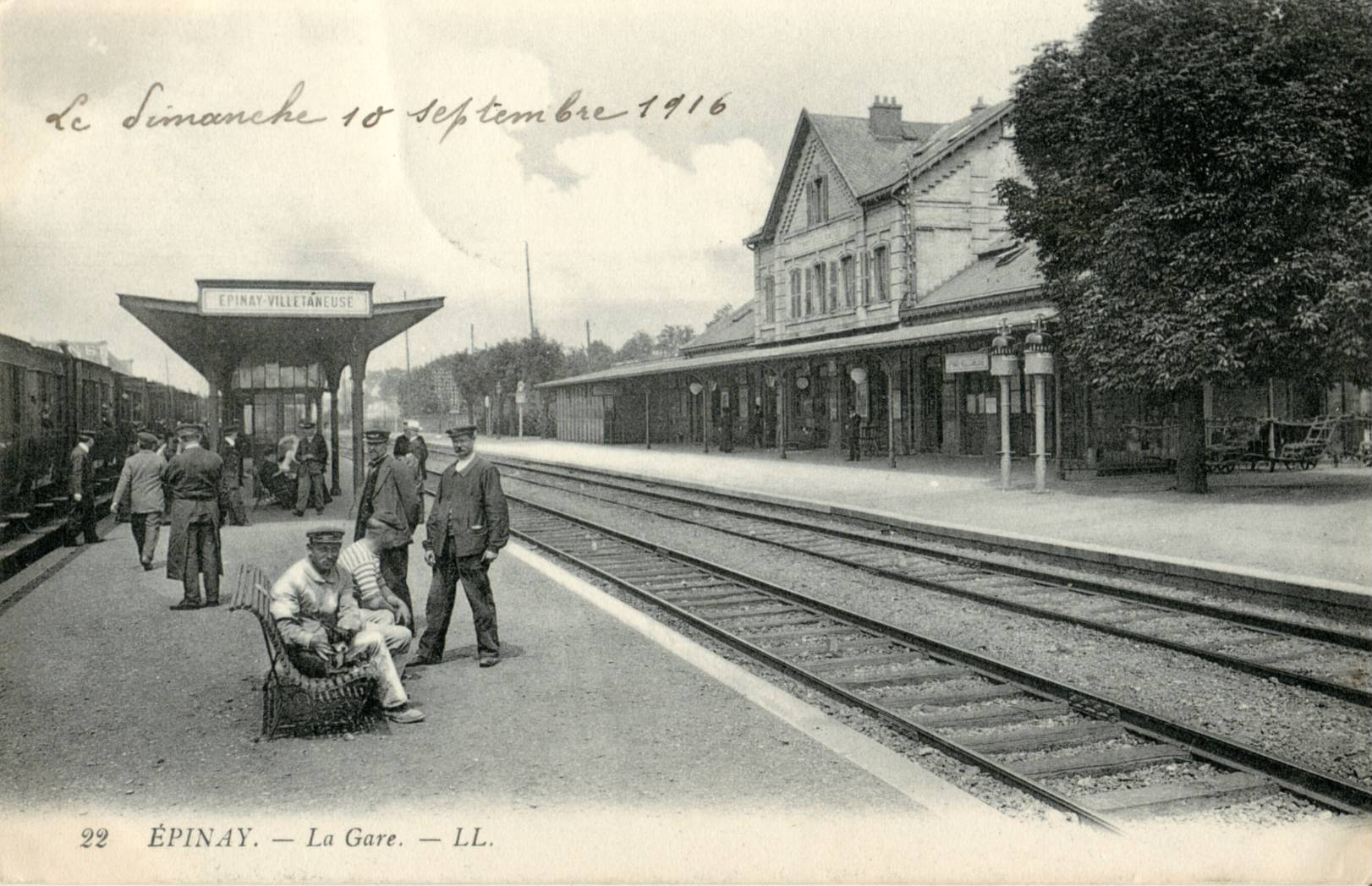
Les quais de la gare d'Épinay-Villetaneuse, toujours en place.

### La Gare d'Épinay-Grande-Ceinture
La gare d'Épinay - Villetaneuse assure une correspondance avec la ligne de Grande Ceinture, dotée de sa propre gare nommée « Épinay-Grande-Ceinture ». Jouxtant celle des Chemins de fer du Nord, elle est mise en service le 2 janvier 1882, lors de l'ouverture aux voyageurs de la section Achères – Noisy-le-Sec. Son bâtiment correspond au modèle standard des gares de troisième classe de la Grande Ceinture. Très tôt désaffectée puisqu'elle est occupée par le « Café de la gare » dès le début du XXe siècle, elle perd son usage ferroviaire lors de la suppression du trafic voyageurs le 15 mai 1939, quand cesse le trafic sur la section nord comprise entre Versailles-Chantiers et Juvisy via Argenteuil. Elle est démolie au cours des années 1990.

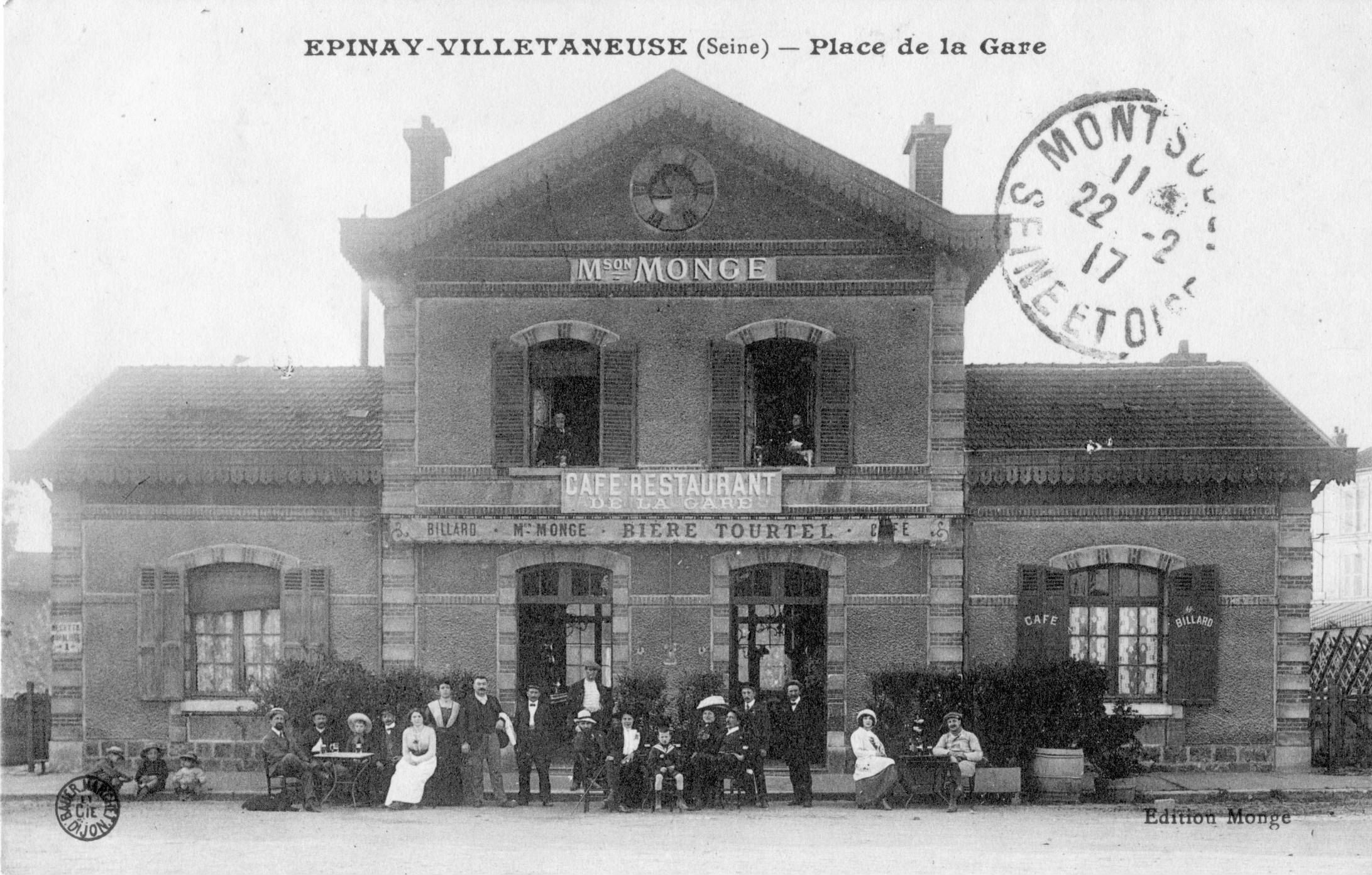
La gare de Grande Ceinture devenue restaurant.

## Fréquentation
De 2015 à 2023, les estimations de la SNCF sont les suivantes :
| Année         | 2015       | 2016       | 2017       | 2018       | 2019       | 2020      | 2021       | 2022       | 2023       |
| ------------- | ---------- | ---------- | ---------- | ---------- | ---------- | --------- | ---------- | ---------- | ---------- |
| Fréquentation | 11 527 615 | 10 968 351 | 11 399 541 | 12 778 657 | 12 886 698 | 5 582 345 | 13 345 015 | 15 327 902 | 15 812 883 |

## Service des voyageurs

### Accueil
Ses quais disposent de deux accès à leurs extrémités. À l'ouest, un accès par la voie publique donne sur le pont de la route de Saint-Leu (D928), côté Montmagny, avec la mise en service d'un nouveau bâtiment voyageurs propre à la ligne T11 (qui ne dispose que d'un automate pour l'achat de titres de transport d'Île-de-France), surplombant la Grande Ceinture. A l'est, il est également possible de passer directement des quais du tramway vers ceux du train desservant la voie 4 (vers Paris en provenance de Luzarches ou Persan par Monsoult).
En 2016, un guichet Transilien est ouvert tous les jours dans le bâtiment voyageurs de la ligne H, de 6 h 10 à 1 h 15. Il est adapté pour les personnes handicapées et dispose de boucles magnétiques pour personnes malentendantes. La gare dispose de 300 à 500 places de stationnement gratuites. Des automates pour l'achat de titres de transports en Île-de-France sont également disponibles.

### Desserte

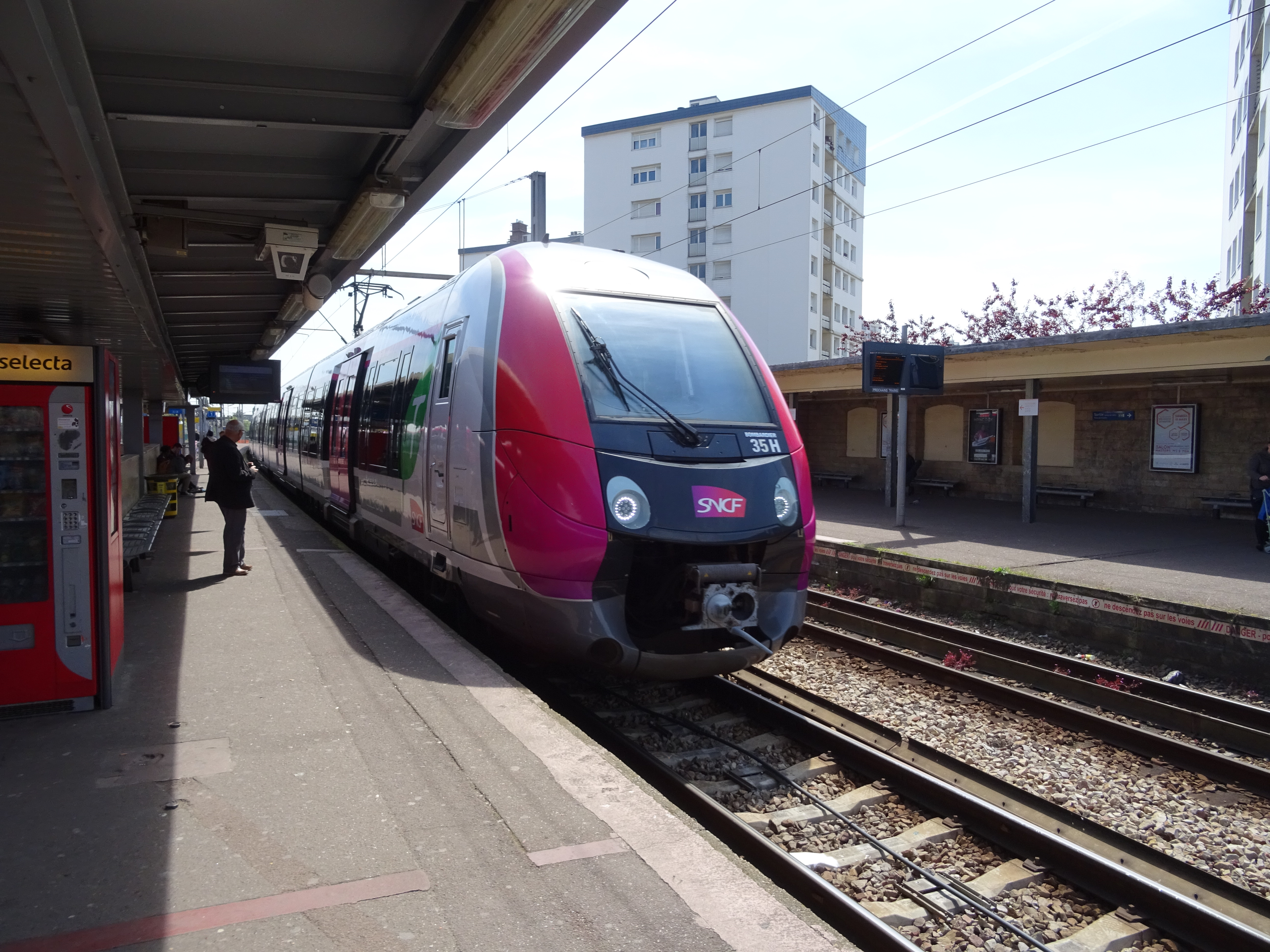
Desserte en 2017.

La gare est desservie sur la ligne de Saint-Denis à Dieppe et sur la ligne d'Épinay - Villetaneuse au Tréport - Mers par les trains de la ligne H du Transilien (réseau Paris-Nord), à raison d'un train omnibus au quart d'heure sur chaque ligne lors des heures creuses, soit huit trains par heure toute la journée, sauf en extrême soirée.
Les trains sont généralement omnibus d'une part de Paris-Nord à Pontoise ou Valmondois/Persan-Beaumont, en alternance, et jusqu'à Saint-Leu, uniquement aux heures de pointe, et d'autre part de Paris-Nord à Luzarches ou Sarcelles/Montsoult/Persan - Beaumont, également en alternance.
Le trajet dure de 8 à 11 minutes depuis Paris-Nord.
Sur la ligne du Bourget à Épinay-sur-Seine, parallèle à la Grande Ceinture, la gare est desservie dans chaque sens toutes les trois à quinze minutes par un tram-train Citadis Dualis.

### Intermodalité

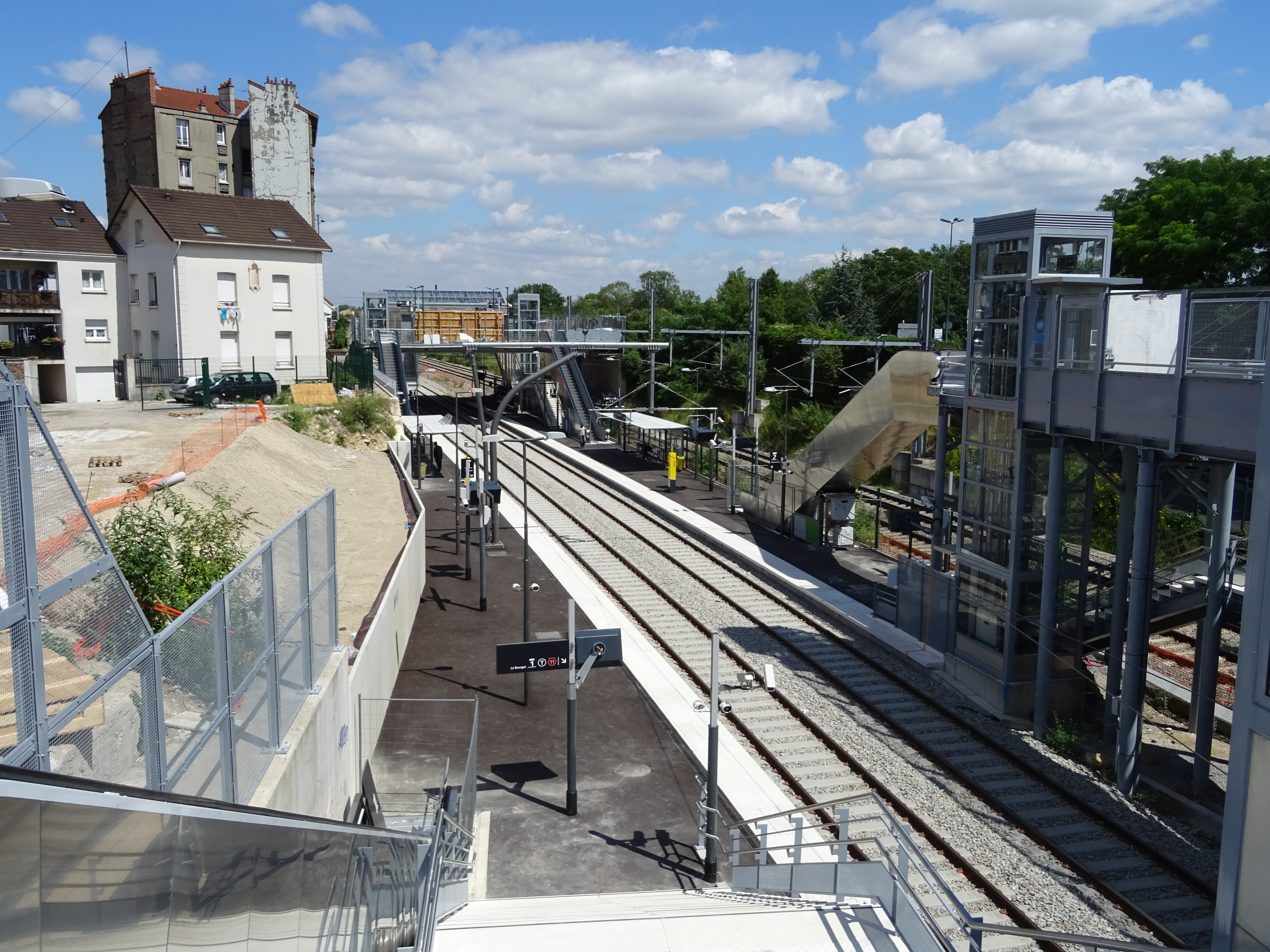
Vue d'ensemble de la gare du T11 depuis la passerelle de correspondance.

La gare est desservie par les lignes 1515 et 1537 du réseau de bus de la Vallée de Montmorency, par les lignes 337, 356 et 361 du réseau de bus RATP et, la nuit, par la ligne N51 du réseau Noctilien.
Depuis juillet 2017, la gare est desservie par la ligne de tramway T11, ce qui a entraîné la suppression de la ligne 156, cette navette avec le campus de l'Université Sorbonne Paris Nord étant devenue inutile du fait de la mise en service de la gare de Villetaneuse-Université.

## Patrimoine ferroviaire
Si le bâtiment voyageurs de la ligne de grande ceinture a été démoli, celui construit par la Compagnie des chemins de fer du Nord accueille toujours les voyageurs.
Construit en 1880, il appartient à un plan type standard des Chemins de fer du Nord mis au point pour les gares de bifurcation et se caractérise par un très grand pignon surplombant les trois travées médianes du corps central. De dimensions modestes en 1880, les ailes latérales à l’origine symétriques et possédant quatre travées ont été allongées à plusieurs reprises :
- l’aile gauche (côté rue) a été portée à huit travées ;
- l’aile droite a également gagné une extension portant sa longueur à huit travées ainsi qu'une seconde extension en forme de « L ».

La façade en pierre de taille est en bon état de conservation mais a perdu les marquages en céramique apposés par les Chemins de fer du Nord pour indiquer le nom de la gare ainsi que celui de la compagnie.

Le bâtiment voyageurs à différentes dates
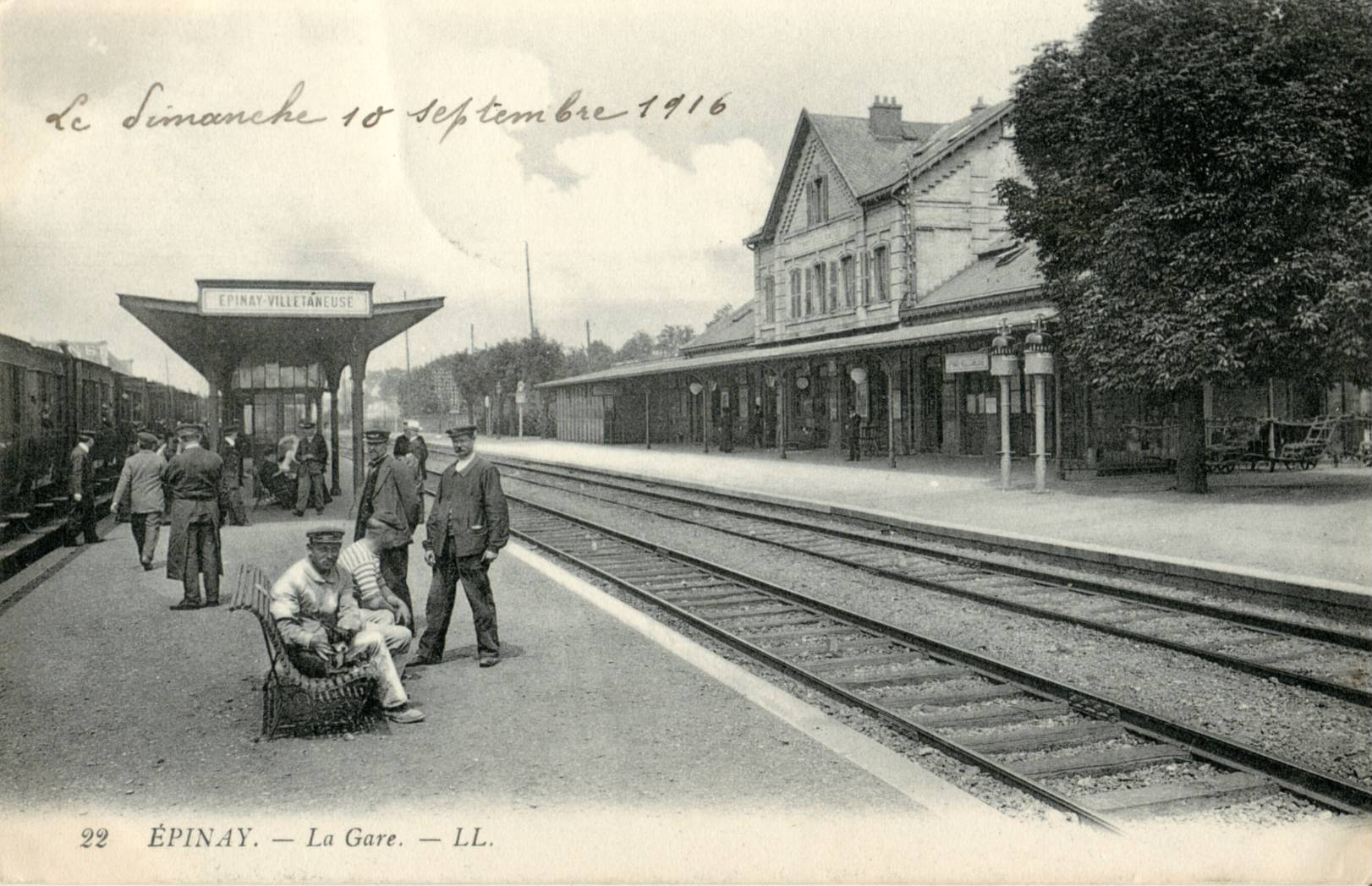
Quais de la gare dans les années 1910.
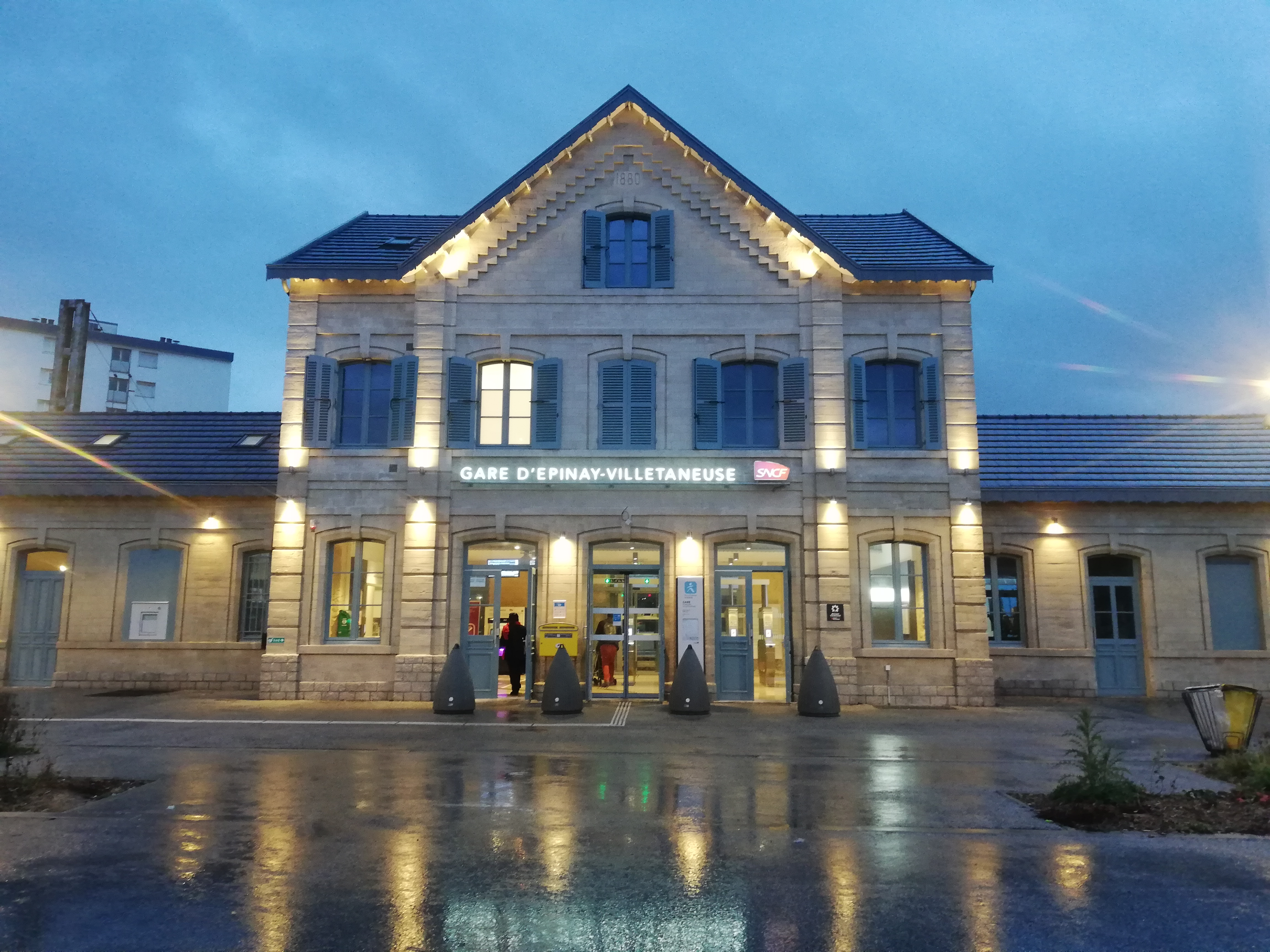
Corps central en 2022.
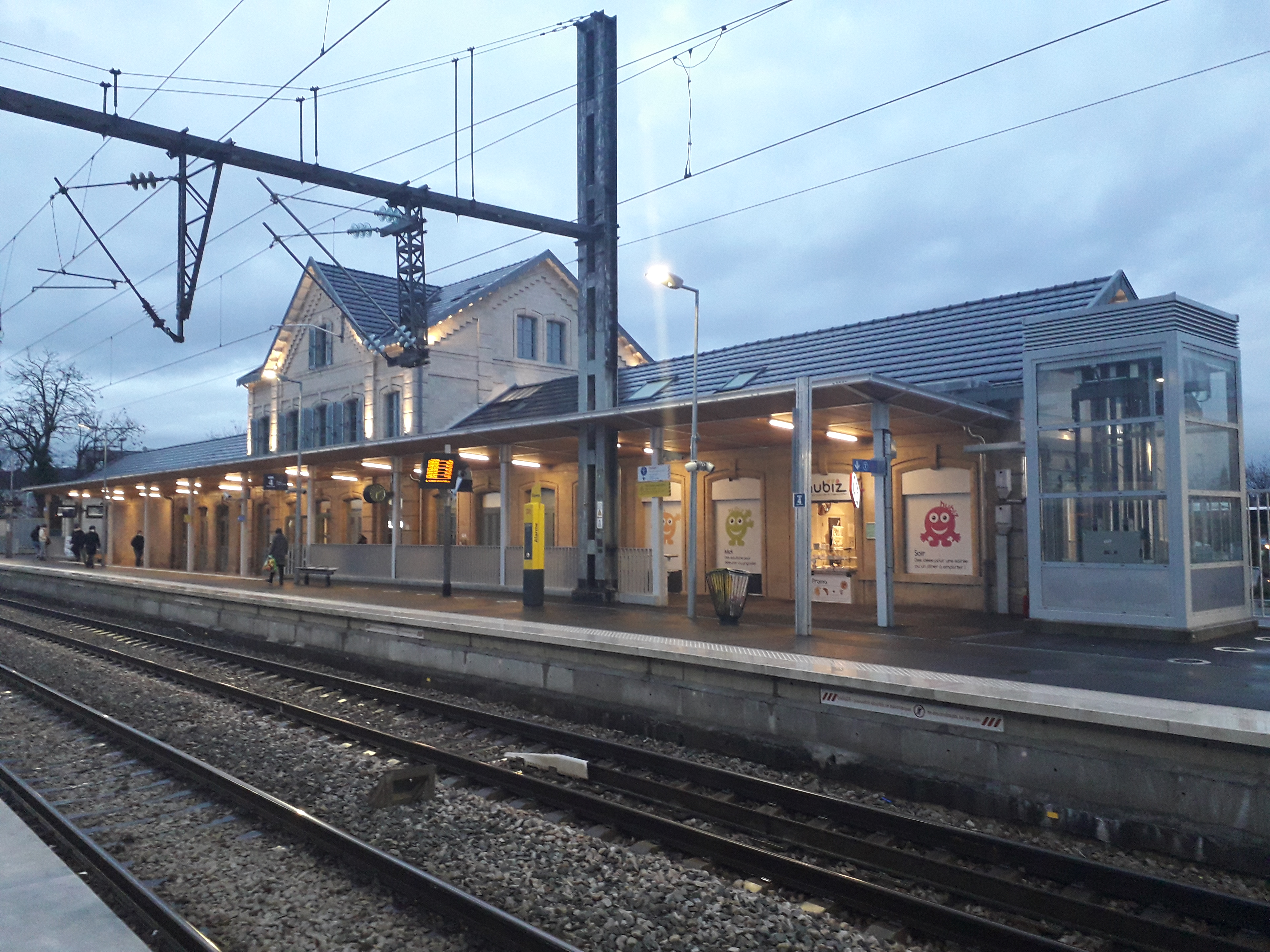
Façade côté voies en 2022.